# Klasztor Franciszkanów w Starych Panewnikach
Klasztor Franciszkanów w Starych Panewnikach – dom zakonny franciszkanów wraz z kościołem pod wezwaniem św. Antoniego z Padwy, znajdujący się na terenie Katowic, w województwie śląskim, wchodzący w skład prowincji Wniebowzięcia NMP Zakonu Braci Mniejszych w Polsce.

## Historia
Obiekt powstał bez wymaganej zgody władz PRL z zaadaptowanej restauracji w 1958. Pierwotnie był filią klasztoru w Panewnikach. Przez szereg lat władze administracyjne żądały zamknięcia kościoła klasztornego jako nielegalnego miejsca kultu. Podejmowano także próby jego zburzenia. Obiekt ocalał dzięki osobistej interwencji Jerzego Ziętka. Kanonicznie klasztor erygowano w 1980. Od 1981 istnieje przy nim parafia św. Antoniego Padewskiego (przy ul. Panewnickiej 463).

## Przełożeni[3]
- o. Korneliusz Czech − rezydent (1958−1959);
- o. Ksawery Moczek − prezes (1959−1965);
- o. dr Damian Szojda − prezes (1965−1968);
- o. Maciej Michalski − prezes (1968−1974);
- o. Albert Antkowiak − prezes (1974−1980);
- o. Gabriel Kiliński − prezes (1980−1983);
- o. Anatol Makosz − prezes (1983−1987);
- o. Anatol Makosz − gwardian (1987−1989);
- o. Pacyfik Gawlik − gwardian (1989−1992);
- o. Gracjan Szołtysik − gwardian (1992−1995);
- br. Dominik Załucki − gwardian (1995−1999);
- o. dr Ambroży Szajda − gwardian (1999−2007)
- o. Henryk Dąbek − gwardian (2007)
- o. Serafin Sputek − gwardian